# Río Guayuriba
Río Guayuriba är ett vattendrag i Colombia.   Det ligger i departementet Meta, i den centrala delen av landet, 140 km sydost om huvudstaden Bogotá.